# Švédsko na Letních olympijských hrách 1980
Švédsko na Letních olympijských hrách 1980 v Moskvě reprezentovalo 145 sportovců, z toho 122 mužů a 23 žen. Nejmladším účastníkem byla Agneta Eriksson (15 let, 79 dní), nejstarším pak Ragnar Skanåker (46 let, 47 dní). Reprezentanti vybojovali 12 medailí, z toho 3 zlaté, 3 stříbrné a 6 bronzových.

## Medailisté
| Medaile | Jméno                                                              | Sport             | Disciplína                                                |
| ------- | ------------------------------------------------------------------ | ----------------- | --------------------------------------------------------- |
| Zlato   | Johan Harmenberg                                                   | Šerm              | Muži jednotlivci kord                                     |
| Zlato   | Bengt Baron                                                        | Plavání           | Muži 100 metrů znak                                       |
| Zlato   | Pär Arvidsson                                                      | Plavání           | Muži 100 metrů motýlek                                    |
| Stříbro | Per Holmertz                                                       | Plavání           | Muži 100 metrů volný styl                                 |
| Stříbro | Lars-Göran Carlsson                                                | Sportovní střelba | Muži skeet                                                |
| Stříbro | Agneta Eriksson Tina Gustafsson Carina Ljungdahl Agneta Mårtensson | Plavání           | Ženy štafeta 4 x 100 metrů volný styl                     |
| Bronz   | Per Johansson                                                      | Plavání           | Muži 100 metrů volný styl                                 |
| Bronz   | Sven Johansson                                                     | Sportovní střelba | Muži 50 metrů libovolná malorážka 3×40 ran polohový závod |
| Bronz   | Benni Ljungbeck                                                    | Zápas             | řecko-římský do 57 kg                                     |
| Bronz   | Lars-Erik Skiöld                                                   | Zápas             | řecko-římský do 68 kg                                     |
| Bronz   | Göran Marström Jörgen Ragnarsson                                   | Jachting          | Družstvo mužů třída Tornado                               |
| Bronz   | George Horvath Svante Rasmuson Lennart Pettersson                  | Moderní pětiboj   | Družstvo mužů                                             |